# رودولف ارنهييم
رودولف ارنهييم - Rudolf Arnheim -(1904 -2007) كاتب ألماني, منظر في الفن وعلم النفس والسينما . أشهر كتبة تتعلق بالفن وعلم النفس  ، وكتابة الشهير (Art and Visual Perception)  الذي يعتبر واحد من أكثر الكتب تأثيرا على الفن في القرن العشرين.

## روابط خارجية
- رودولف ارنهييم على موقع IMDb (الإنجليزية)
- رودولف ارنهييم على موقع أول موفي (الإنجليزية)
- رودولف ارنهييم على موقع كينوبويسك (الروسية)